# من عاشق شدم (ترانه)
من عاشق شدم (انگلیسی: Me Enamoré) تک‌آهنگی از هنرمند اهل کلمبیا شکیرا است که در ۷ آوریل ۲۰۱۷ منتشر شد. این تک‌آهنگ در آلبوم شخص زرین قرار داشت.